# Einsteinova uganka
Einsteinova uganka je logična uganka, ki naj bi jo zastavil Albert Einstein v mladih letih. To sicer zagotovo ne drži, saj nekaterih znamk cigaret, omenjanih v nalogi, še ni bilo v Einsteinovi mladosti. Einstein je nato izjavil, da samo 2 % svetovne populacije reši to nalogo. Morda je to držalo takrat, sedaj pa prav gotovo ne več. Bolj verjetno je, da 2 % populacije reši nalogo v 15 minutah.
V uganki so podane pozitivne in negativne trditve o določenih lastnostih. Naloga reševalca je povezati lastnosti, ki sodijo skupaj.

## Einsteinova uganka
- Imamo pet hiš, vsaka v drugi barvi.
- V vsaki hiši je oseba druge narodnosti.
- Teh pet lastnikov pije vsak svojo vrsto pijač, kadi svojo znamko cigaret in ima svojega hišnega ljubljenčka. Vsaka od lastnosti (narodnost, barva hiše, znamka cigaret, pijača in žival) se torej pojavi natanko enkrat.

1. Britanec živi v rdeči hiši.
2. Šved ima psa.
3. Danec pije čaj.
4. Zelena hiša je levo zraven bele hiše.
5. Lastnik zelene hiše pije kavo.
6. Lastnik ptiča kadi Pall Mall.
7. Lastnik rumene hiše kadi Dunhill.
8. Lastnik srednje hiše pije mleko.
9. Norvežan živi v prvi hiši.
10. Oseba, ki kadi Blend, živi zraven lastnika mačke.
11. Lastnik konja živi zraven kadilca znamke Dunhill.
12. Kadilec znamke Bluemaster pije pivo.
13. Nemec kadi Prince.
14. Norvežan živi zraven modre hiše.
15. Oseba, ki kadi Blend ima, soseda, ki pije vodo.

Kdo ima ribo?
Rešitev glejte na pogovorni strani.
ZANIMIVOST: Ime Einsteinova uganka se je uveljavilo. V drugi različici namesto lastnika ribe iščemo lastnika zebre.

## Splošna uganka
Ta tip uganke je razširjen, število oseb in lastnosti pa je lahko različno od pet. Običajno je zraven naloge tudi pomožna tabela, ki olajša reševanje. V Sloveniji take uganke redno objavlja Logika in razvedrilna matematika in tudi nekateri ugankarski časopisi, pojavlja pa se tudi na tekmovanjih iz logike in razvedrilne matematike. 
Obstajajo tudi računalniški programi za sestavljanje in reševanje tovrstnih nalog.